# Gianluca Curci
Gianluca Curci (* 12. Juli 1985 in Rom) ist ein ehemaliger italienischer Fußballtorhüter.

## Karriere
Bei der AS Rom verbrachte Curci seine Jugendkarriere. Die Saison 2004/05 war sein erstes Jahr in der ersten Mannschaft. Sein Debüt gab er im Spiel gegen den FC Parma. Bei seinem Jugendverein brachte er es auf 29 Einsätze in der Serie A. Ab der Saison 2008/09 spielte er beim Ligarivalen AC Siena. Nachdem er mit den Toskanern zum Saisonende 2009/10 in die Serie B abgestiegen war, verließ Curci den Verein. Im Juli 2010 unterzeichnete er einen Vertrag bei Sampdoria Genua. Nach Sampdorias Abstieg wechselte Curci als Ersatz für den zu Liverpool abgewanderte Doni zu seinem Jugendverein AS Rom.
Im August 2015 wurde Curci vom deutschen Bundesligisten 1. FSV Mainz 05 verpflichtet. Für Mainz 05 bestritt er kein Pflichtspiel; sein Vertrag wurde Ende Januar 2017 vorzeitig aufgelöst. Danach war er fast ein ganzes Jahr ohne Verein, ehe er sich am 18. Januar 2018 dem schwedischen Zweitligisten AFC Eskilstuna anschloss. Für den AFC, der die Saison 2018 als Dritter abschloss, bestritt Curci 27 Zweitligaspiele und die beiden Aufstiegsspiele, nach denen die Mannschaft in die Allsvenskan aufstieg. Dennoch verließ er im Januar 2019 den Verein.
In Saison 2019 stand er beim Erstligisten Hammarby IF unter Vertrag.
Curci spielte regelmäßig in der U-21-Nationalmannschaft Italiens und wurde bereits mehrmals für die Squadra Azzurra aufgeboten, jedoch nicht eingesetzt.